# U.S. Route 41 (Illinois)
La U.S. Route 41 o Ruta Federal 41 (abreviada US 41) es una autopista federal ubicada en el estado de Illinois. La autopista inicia en el oeste desde la US 12  , US 20   en Chicago hacia el este en la I 94  , US 41  en Zion. La autopista tiene una longitud de 104,3 km (64.81 mi).

## Mantenimiento
Al igual que las carreteras estatales, las carreteras interestatales, y el resto de rutas federales, la U.S. Route 41 es administrada y mantenida por el Departamento de Transporte de Illinois por sus siglas en inglés IDOT.

## Cruces
La U.S. Route 41 es atravesada principalmente por la  US 12  US 20  I 55  I 94 .